# Ted Bundy (film)
Ted Bundy – film fabularny produkcji amerykańskiej, zrealizowany w 2002, w reżyserii Matthew Brighta.
Film, oparty na faktach, opowiada o amerykańskim seryjnym mordercy Tedzie Bundym, skazanym w 1989 na karę śmierci na krześle elektrycznym.
Odtwórcą roli Bundy'ego był Michael Reilly Burke, Lee (wzorowanej na "Elizabeth Kendall", dziewczynie mordercy) – Boti Bliss.